# Jan Gijzenvaart
Jan Gijzenvaart is een vaart in de Nederlandse gemeente Haarlem (provincie Noord-Holland). De vaart is omstreeks 1537 gegraven als zandvaart tussen het Spaarne en Santpoort-Zuid, dat toen als buurtschap Jan Gijzenvaart werd aangeduid.

## Geschiedenis
In 1537 kreeg Jan (Gijssen) van Blanckeroort een vergunning van de Heer van Brederode om een vaart te graven door de heerlijkheid Brederode tot aan de Delft en verder over zijn land richting het Spaarne. Zo kon hij via de vaart duinzand vervoeren. Destijds was zandwinning een belangrijke en lucratieve handel.
Zo werden de strandwallen afgezand door de zanderijen. Zij brachten vervolgens het afgegraven zand naar de daartoe gegraven zandvaarten. En vanaf daar werd het naar Amsterdam per schuit vervoerd. Zo zijn in de 17e eeuw de Amsterdamse grachtengordels aangelegd met Haarlems zand.
Na het overlijden van Jan Gijssen in 1554 werd de vaart in delen verkocht. Vanaf 1686 was de gemeente Haarlem volledig eigenaar van de vaart.